# Aphis lhasaensis
Aphis lhasaensis är en insektsart. Aphis lhasaensis ingår i släktet Aphis och familjen långrörsbladlöss. Inga underarter finns listade i Catalogue of Life.